# Waddâh al-Yaman
Waddâh al-Yaman (en arabe : وضّاح اليمن, né Abdul Rahman bin Isma’il al-Khawlani, عبدالرحمن بن اسماعيل الخولاني ) fut un poète yéménite des VIIe et VIIIe siècles connu par sa poésie érotique.
Il fut assassiné par le calife omeyyade Al-Walīd Ier accusé d'avoir des relations avec sa femme en 708.